# 厚誠街
厚誠街（英語：Houston Street）是香港一條食街，位於港島域多利銅鑼灣，別稱銅鑼灣食街。厚誠街北接告士打道，南接京士頓街，與兩旁的百德新街及加寧街平行。
厚誠街一帶於1980年代開始成為了食肆的集中地，當時便已有「食街」之名。隨著1990年代恆隆地產將該處包裝成「名店坊」，部份店舖變成了名牌服飾店，剩下來的食肆也改為走較高檔的路線迎合「名店坊」的主題。現時厚誠街一帶共有約20間食肆，提供各地菜式。